# Świadkowie Jehowy w Urugwaju
Świadkowie Jehowy w Urugwaju – społeczność wyznaniowa w Urugwaju, należąca do ogólnoświatowej wspólnoty Świadków Jehowy, licząca w 2023 roku 12 000 głosicieli, należących do 149 zborów. Na dorocznej uroczystości Wieczerzy Pańskiej w 2023 roku zgromadziło się 22 407 osób. Od 2012 roku działalność miejscowych głosicieli koordynuje argentyńskie Biuro Oddziału. Biuro Krajowe i Sala Zgromadzeń znajdują się w Montevideo.

## Historia

### Początki
W 1924 roku skierowany przez Josepha F. Rutherforda hiszpański współwyznawca Juan Muñiz rozpoczął działalność kaznodziejską w Urugwaju. W 1928 do Montevideo, stolicy kraju, przybył do pomocy poproszony przez J.F. Rutherforda niemiecki współwyznawca Karl Ott (dla miejscowych Carlos Ott), prowadząc działalność przez następnych dziesięć lat. Dzięki niemu rozpoczęto nadawanie przez radio wykładów biblijnych. W 1929 roku José Gajek (zm. 1953) sklepikarz pochodzący z Niemiec został jednym z pierwszych urugwajskich głosicieli. W 1938 roku również rosyjski imigrant Nikifor Tkachenko (zm. 1974) zaczął prowadzić działalność kaznodziejską wśród Rosjan w okolicach wsi Colonia Palma.
W 1939 roku na skutek hitlerowskich prześladowań do Montevideo przybyło 6 pionierów Świadków Jehowy z Niemiec. Wkrótce Karl Ott został skierowany do Argentyny. Ponieważ pionierzy z Niemiec początkowo nie znali języka hiszpańskiego posługiwali się kartami świadectwa w tym języku, a kraj przemierzali na rowerach. W trakcie II wojny światowej bywali czasem brani za niemieckich szpiegów.
W 1944 roku sprawozdanie z działalności złożyło w tym kraju 20 głosicieli i 8 pionierów. W marcu 1945 po raz pierwszy przyjechali do Urugwaju Nathan H. Knorr i Frederick W. Franz z Biura Głównego Towarzystwa Strażnica. Przybył również Russell Cornelius pierwszy absolwent Szkoły Gilead usługujący w Urugwaju. Wkrótce przybyło także 16 misjonarek. Od 1946 do 1998 roku do Urugwaju ogółem przyjechało ponad 80 misjonarzy, absolwentów Szkoły Gilead. W roku 1947 zanotowano liczbę 175 głosicieli, a w następnym – 307.
W 1948 roku do Rivery przybyło pięciu misjonarzy. Wkrótce potem z Biura Głównego Towarzystwa Strażnica przybyli Nathan H. Knorr i Milton G. Henschel, by wziąć udział w zgromadzeniu, z którego skorzystało 380 osób. Rok później Nathan Knorr i Milton Henschel przyjechali do Urugwaju ponownie, N. Knorr wygłosił w Montevideo wykład publiczny: „Jest później, niż myślisz!”, którego wysłuchało 592 słuchaczy, a 73 osoby ochrzczono. W Urugwaju działało wówczas 11 zborów.
W 1955 roku rozpoczęto wyświetlanie filmu „Społeczeństwo Nowego Świata w działaniu”. Film ten wyświetlał Líber Berrueta, który przemierzał z nim kraj, dzięki czemu obejrzało go przeszło 4500 widzów. W 1959 roku, podczas swej czwartej wizyty, N. Knorr przemawiał w Montevideo do przeszło 2000 słuchaczy. Działalność prowadziło 1415 głosicieli należących do 41 zborów.
Do tego czasu rolę Biura Oddziału spełniały różne wynajmowane budynki. W 1955 roku zakupiono działkę na peryferiach Montevideo pod budowę Biura Oddziału i domu misjonarskiego. Wkrótce okazało się jednak, że przez działkę ma przebiegać droga. Władze zaproponowały wykup działki lecz za niższą cenę niż została ona kupiona. Po negocjacjach jeden z urzędników zaproponował zamianę tej działki na inną ale znajdującą się w centrum stolicy przy ulicy Francisca Bauzá. Oferta ta została przyjęta. 28 października 1961 roku odbyła się uroczystość oddania do użytku Biura Oddziału. Działalność kaznodziejską prowadziło wówczas w Urugwaju 1570 głosicieli. W 1961 roku wprowadzono w Urugwaju Kurs Służby Królestwa przeznaczony dla nadzorców zborów.

### Rozwój działalności
9 grudnia 1965 rząd zatwierdził statut korporacji prawnej, znanej jako Sociedad La Torre del Vigía (Towarzystwo Strażnica) co ułatwiło otrzymywanie specjalnych pozwoleń na drukowanie, sprowadzanie i rozpowszechnianie Biblii i literatury religijnej, a także uzyskanie zwolnienia od podatków. Dzięki legalizacji możliwe było także kupno działek i budowa Sal Królestwa.

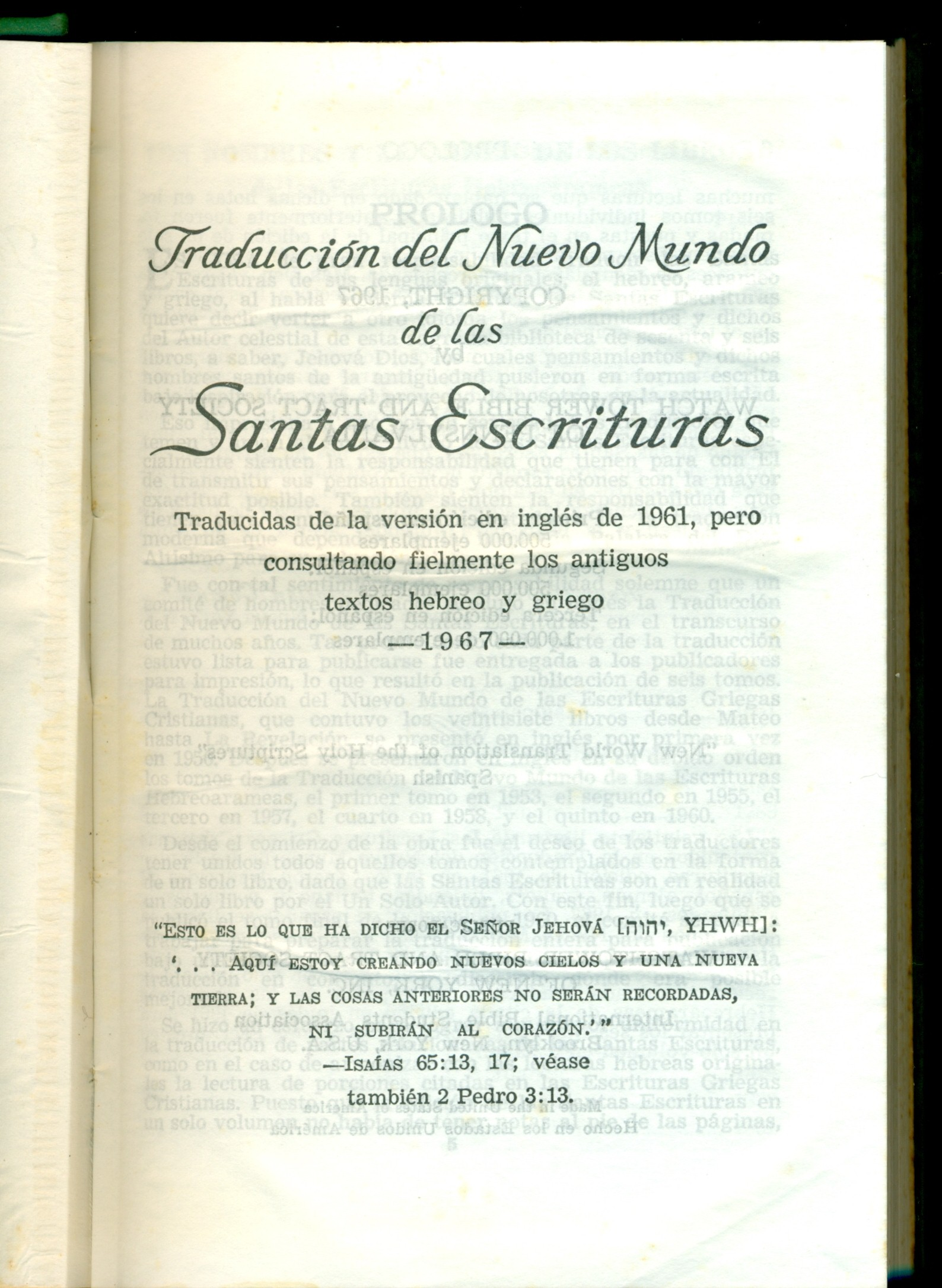
Pismo Święte w Przekładzie Nowego Świata (wyd. hiszpańskojęzyczne z 1967 r.)

W styczniu 1967 roku odbył się kongres międzynarodowy pod hasłem „Synowie Boży – synami wolności”. W zgromadzeniu tym uczestniczyła też delegacja około 400 współwyznawców ze Stanów Zjednoczonych i z Europy oraz przedstawiciele Biura Głównego F.W. Franz i M.G. Henschel. Najwyższa liczba obecnych wyniosła 3958 osób, a na kongresie po raz pierwszy przedstawiono kostiumowy dramat biblijny. Po raz pierwszy wynajęto przestronny, kryty stadion Palacio Peñarol w Montevideo. W 1969 roku liczba głosicieli wzrosła do 2940 osób.

### Okres utrudnień w działalności
W 1973 roku władzę w kraju przejęła armia. Ściśle cenzurowano prasę oraz zabroniono organizowania publicznych zgromadzeń bez specjalnego zezwolenia. Wielu głosicieli zostało aresztowanych podczas służby „od domu do domu” przez co rozpoczęto głoszenie ze wzmożoną ostrożnością i rozeznaniem. Większość aresztowanych była jednak szybko zwalniana gdy tylko przedstawiali charakter swojej działalności władzom. W tym czasie w kraju działało 3791 głosicieli.
W 1974 roku władze zaproponowały odkupienie jednej z Sal Królestwa oraz pomoc w zakupie kina „Lutecia”, położonego przy jednej z głównych ulic Montevideo. Ponieważ obiekt ten mógł pomieścić blisko 1000 osób, po remoncie był wykorzystywany jako Sala Zgromadzeń co miało szczególne znaczenie ze względu na ograniczenia dotyczące organizowania zgromadzeń publicznych. W dniach od 2 do 6 stycznia 1974 roku odbył się kongres pod hasłem „Boskie zwycięstwo”.
W 1975 roku rząd wojskowy rozpoczął okres kampanii patriotyzmu i nacjonalizmu. Zdarzały się wypadki zwalniania ze szkół młodych Świadków Jehowy odmawiających brania udziału w uroczystościach patriotycznych. Starsi zaś bywali z tego powodu zwalniani z pracy. Na zebrania wysyłano donosicieli udających osoby zainteresowane, którzy mieli sprawdzać czy odbywają się one w duchu patriotyzmu. Zdarzały się również przypadki aresztowania wszystkich obecnych podczas zebrania, którzy zazwyczaj po przesłuchaniu byli wypuszczani wolno.
W 1976 roku rozpoczął się okres budowania Sal Królestwa dla zborów. W kraju działało wówczas 85 zborów posiadających 42 Sale. Ponieważ kraj znajdował się w kryzysie finansowym, aby sprostać potrzebom umożliwiono zborom zaciąganie nieoprocentowanych pożyczek z datków składanych na ten cel na całym świecie. Na budowy chętnie też stawiali się ochotnicy. Program ten umożliwił wielu zborom wybudowanie własnego miejsca wielbienia.
W tym samym czasie rządowe obostrzenia dotknęły również Świadków Jehowy z Argentyny, którzy z większych zgromadzeń korzystali w Urugwaju. Od 13 do 16 stycznia 1977 roku odbył się kongres pod hasłem „Święta służba” na stadionie Palacio Peñarol, na którym wśród prawie 7000 obecnych znaleźli się zarówno Świadkowie Jehowy z Urugwaju jak i z Argentyny. Wkrótce jednak władze przestały wydawać zezwolenia na organizowanie zgromadzeń w obiektach rządowych. Kongres pod hasłem „Zwycięska wiara” odbył się w Montevideo w dniach od 10 do 14 stycznia 1979 roku.

### Dalszy rozwój

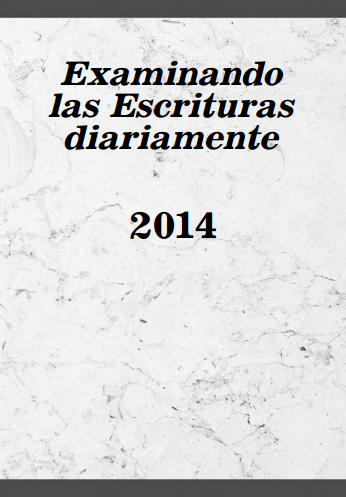
Broszura „Codziennie badanie Pism” w j. hiszpańskim

W marcu 1985 roku utworzono rząd demokratyczny, który cofnął wszelkie ograniczenia. Zakończył się również okres ograniczeń wobec Świadków Jehowy przez władze. Liczba głosicieli wzrosła do 5329 osób. W tym samym roku dobudowano dwukondygnacyjną część do Biura Oddziału, dwukrotnie powiększając jego powierzchnię. W grudniu 1985 roku na stołecznym Estadio Charrúa zebrało się na kongresie pod hasłem „Lud zachowujący prawość” ponad 13 tysięcy osób.
W 1986 roku Centralny Szpital Wojskowy zorganizował specjalne sympozjum, przedstawiające alternatywne metody leczenia bez użycia krwi, stosowane w leczeniu Świadków Jehowy. W sympozjum uczestniczyli zarówno chirurdzy jak też prawnicy zajmujący się tym zagadnieniem. Świadkowie Jehowy przygotowali dla nich różne informacje i propozycje dotyczące bezkrwawej chirurgii stosowanej w innych krajach świata. W wyniku sympozjum wielu lekarzy zmieniło stosunek wobec leczenia Świadków Jehowy, co wcześniej napotykało na liczne problemy. Od tego czasu zorganizowano wiele podobnych sympozjów, którym nadano duży rozgłos.
W 1998 roku w Komitecie Oddziału usługiwali: Günter Schönhard, Delfos Beltramelli i Gerardo Escribano. W kraju działało ponad 10 tysięcy głosicieli należących do 135 zborów, a urugwajskie zbory korzystały z 81 Sal Królestwa (jedna Sala przypadała na 129 głosicieli). Średnio w zborze usługiwało pięciu starszych. W Kursie Służby Królestwa zorganizowanym w 1998 roku wzięło udział 656 starszych i 945 sług pomocniczych.
31 marca 2001 roku oddano do użytku nową siedzibę Biura Oddziału położoną na obrzeżach Montevideo. Z tej okazji okolicznościowe przemówienie wygłosił członek Ciała Kierowniczego Gerrit Lösch.
W 2007 roku liczba głosicieli wynosiła 11 011 osób. Trzy lata później zanotowano liczbę 11 635 głosicieli. Na corocznej uroczystości Wieczerzy Pańskiej zebrało się 25 489 osób. W 2012 roku delegacja z Urugwaju uczestniczyła w kongresie specjalnym pod hasłem „Strzeż swego serca!”, który się odbył w brazylijskim Rio de Janeiro.
W 2012 roku osiągnięto liczbę 11 690 głosicieli, a w 2015 – 12 031. W roku 2015 nadzór nad działalnością kaznodziejską w Urugwaju przejęło argentyńskie Biuro Oddziału. W listopadzie 2018 roku odbył się kongres specjalny pod hasłem „Bądź odważny!” w peruwiańskiej Limie, a w 2019 roku w kongresach międzynarodowych pod hasłem „Miłość nigdy nie zawodzi!” w Ekwadorze, Meksyku i Stanach Zjednoczonych z udziałem delegacji z Urugwaju. W 2021 roku osiągnięto liczbę 12 160 głosicieli, a na uroczystości Wieczerzy Pańskiej zebrało się 29 798 osób. Od stycznia do kwietnia 2023 roku zorganizowano specjalną kampanię głoszenia na odległych terenach w Argentynie i Urugwaju. Wzięło w niej udział ponad 9500 głosicieli, którzy zostali podzieleni na prawie 700 grup.
Zebrania zborowe odbywają się w języku hiszpańskim, angielskim, portugalskim, portuñol i urugwajskim migowym.